# Cajamarquilla (Lima)
Cajamarquilla est un site archéologique situé dans la vallée de Jicamarca, à 6 km au nord du fleuve Rímac et à 15 km au nord-est du centre historique de Lima, à 340 m d'altitude. Elle occupe une superficie d'environ 167 ha, ce qui en fait l'une des plus grandes villes de l'ancien Pérou.
L'endroit est situé à l'intérieur des terres et est entouré de plusieurs petites villes de la banlieue de Lima qui empiètent sur son grand périmètre, malgré la protection de l'État.

## Histoire
Cajamarquilla a servi de centre d'échanges important pendant la culture Lima (entre 100 et 650 apr. J.-C.) et plus tard (entre 900 et 1470 apr. J.-C.) pendant la culture Ychsma (es). 
D'après Krzysztof Makowski (es), la ville aurait été fondée entre 600 et 730 apr. J.-C. et la construction a commencé vers la fin de la « période intermédiaire précoce » et a été abandonnée à la fin de la « période intermédiaire tardive », bien qu'elle semble avoir été inoccupée pendant « l'Horizon moyen ».
Des bouleversements climatiques et des catastrophes naturelles (tremblements de terre, entre autres) ont conduit à son abandon plusieurs centaines d'années avant la conquête espagnole. 
Cajamarquilla est mentionnée pour la première fois dans les souvenirs du vice-roi Francisco de Toledo (1515-1582) et est décrite par Le Porte au XVIIIe siècle. À la fin de ce siècle, l'américain Adolph Bandelier dessine les plans de la ville et en 1865, Ephrain George Squier publie des plans et des descriptions de deux secteurs.
Entre 1905 et 1908, Max Uhle effectue une fouille systématique de l'un des cimetières, emportant les objets trouvés à l'Université de Berkeley, où ils ont été étudiés.
Une étude approfondie de l'architecture a été réalisée par Pedro Villar Córdova (es) et en 1938, Albert Giesecke (es) est chargé par le gouvernement de nettoyer la zone. 
En 1944, des fouilles archéologiques commencent sous la direction de Julio C. Tello, qui a travaillé sur une pyramide qui porte aujourd'hui son nom. C'est lui qui a souligné la relation de la ville avec la culture de Lima, mais ses rapports n'ont pas été publiés.
Entre 1962 et 1971, Claudio Pellegrino Sestieri a dirigé une mission italienne qui a fouillé et étudié l'une des pyramides, qui porte son nom. 
Arturo Jiménez Borja (es) a reconstruit le secteur du « labyrinthe » dans les années 1980.
À partir de 1996, le projet Cajamarquilla, a publié des études sur les secteurs Tello et Sestieri.

## Description
Située dans ce qui était une vallée fertile sur la principale route commerciale entre l'Altiplano de la cordillère des Andes et les communautés de la côte Pacifique, Cajamarquilla est devenue un centre culturel, religieux et commercial. 
C'est une grande ville avec des bâtiments rectangulaires et pyramidaux construits en adobe. Il subsiste des vestiges de temples, de larges rues, des places d'apparat, des terrasses, des cimetières, des silos à grains souterrains, des canaux et de nombreux enclos et bâtiments dont l'utilisation n'est pas connue et qui ont été endommagés par les tremblements de terre.
Le site est divisé en différents secteurs, nommés d'après les archéologues et anthropologues qui les ont étudiés: Pedro Villar Córdova (es), Julio César Tello, Carlos Pellegrino Sestieri, Jorge C. Muelle (es), Alfred Kroeber et Raoul d'Harcourt.

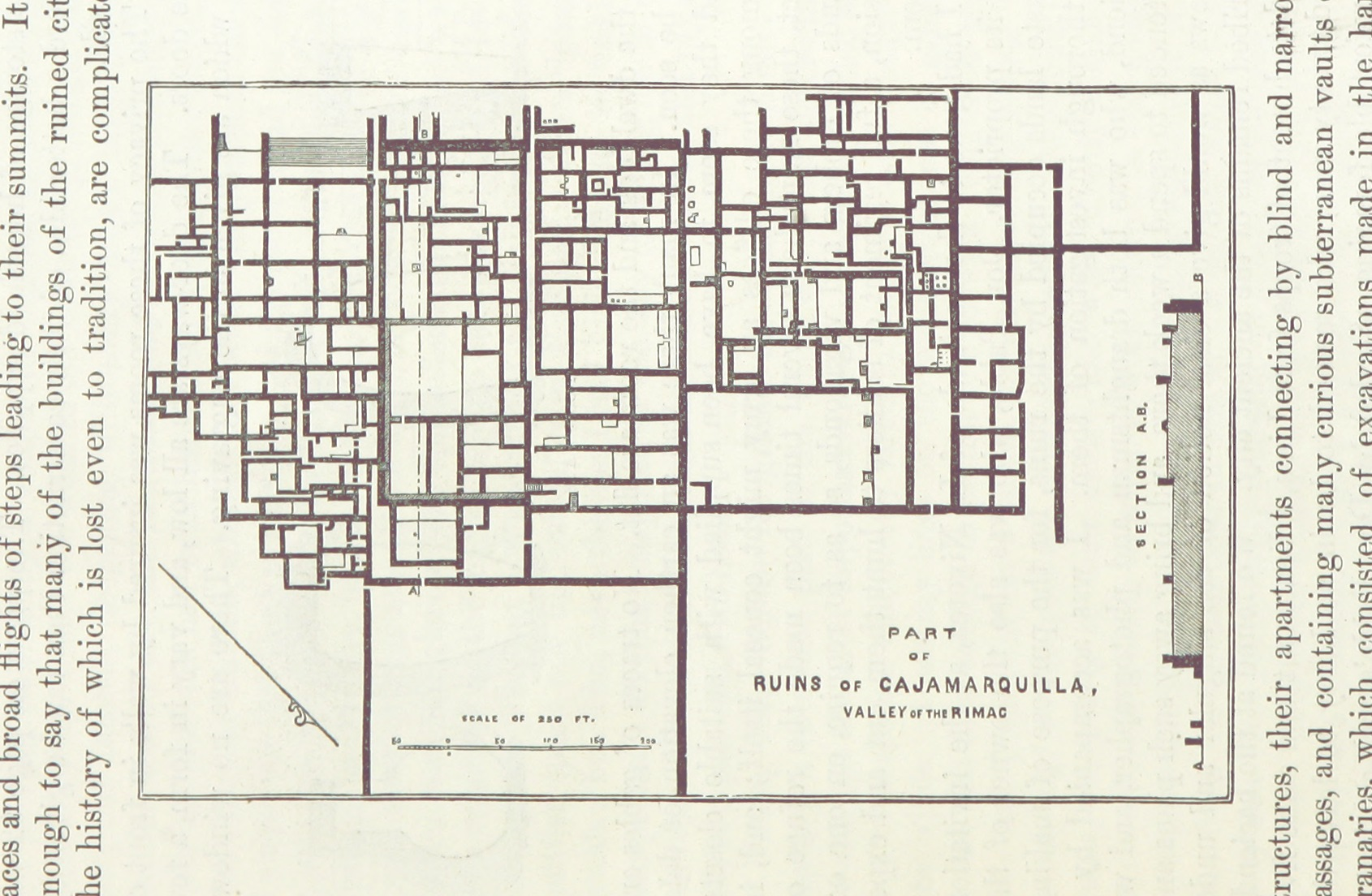
Plan partiel du site.

L'organisation suit un ordre arbitraire:
- quatre ensembles dominés par chacun par une pyramide entourée de bâtiments et de places d'un étage, nommés Villar Córdova, Sestieri, Muelle et Tello, datés de la culture Lima.
- deux enceintes fortifiées, qui possèdent également une pyramide centrale: Kroeber et d'Harcourt.
- un ensemble d'enceintes murées sans pyramide, comme un labyrinthe.
- des structures qui ne font partie d'aucun ensemble.

Des restes de céramique ont été trouvés correspondants aux phases 7, 8 et 9 de la période de Lima tardive. La plupart sont des pots, des assiettes et des cruches pour la préparation et le stockage des aliments. Les couleurs utilisées dans la décoration étaient le rouge, le blanc et le noir, et les motifs sont des lignes verticales, des zigzags, des vagues, des volutes et des grecques.
Pendant l'Horizon moyen, Cajamarquilla est abandonnée, mais la pyramide de Tello est en partie utilisée comme cimetière. Sestieri a trouvé sept corps allongés sur des couchettes de roseaux et un en forme de paquet funéraire (fardo), et Mogrovejo en a trouvé d'autres, accompagnés d'offrandes.
Après une période d'abandon, il y a une réoccupation par la culture Ychsma, peut-être à partir de l'an 1000 apr. J.-C. jusque vers 1450. La plupart des bâtiments restés debout datent de cette période.
Dans les grandes enceintes avec des pyramides, une entrée mène à une place à partir de laquelle on accède à différentes terrasses et enclos. Le plus typique est le "Labyrinthe". Les habitants vivaient dans ces enclos et il y avait des ateliers de poterie et de textile.